# Даймонд, Энтони
Энтони Джозеф Даймонд (англ. Anthony Joseph Dimond; 30 ноября 1881, Нью-Йорк — 28 мая 1953, Анкоридж) — политик, член американской Демократической партии, который на протяжении долгих лет (1933—1945) являлся представителем от Аляски в Палате представителей США. Являлся сторонником государственной независимости Аляски. В наши дни 30 ноября на Аляске отмечают «День Энтони Даймонда». В Анкоридже в честь политика названы средняя школа и бульвар.

## Карьера
Некоторое время преподавал в школах, в том числе и католической (1900—1903), был старателем и шахтёром (1904—1912), однако, затем стал изучать юриспруденцию в городе Вэльдис (1913).

### Политическая карьера
- Комиссар США в Шушанне (1913—1914)
- Специальный помощник прокурора США 3-го судебного отдела в городе Вэльдис (1917)
- Мэр Вэльдиса (1920—1922, 1925—1932)
- Член территориального сената Аляски (1923—1926, 1929—1932)
- Представитель от Аляски в Палате представителей США (1933—1945)
- Окружной судья 3-го отдела(1945—1953)

Также был делегатом в Национальный конвент Демократической партии в 1936 и 1940 годах.
В 1940 году, когда президент Франклин Рузвельт хотел сделать Аляску международным пристанищем евреев, Даймонд был главным противником плана президента. Некоторые аляскинские документы объясняют это антисемитизмом со стороны Даймонда и его сторонников, хотя это обвинение было оспорено историками, которые утверждают, что Даймонда больше беспокоила финансовая сторона вопроса.
В 1943 г. совместно с сенатором из Северной Дакоты Уильямом Лэнджэром представил вниманию правительства прошение утвердить округ Аляска как новый штат Америки, но просьба была проигнорирована.